# Гарбани
Гарбани (груз. გარბანი) — село в Грузии, на территории Казбегского муниципалитета края (мхаре) Мцхета-Мтианети.

## География
Село находится в северо-восточной части Грузии, на правом берегу реки Терек, на расстоянии приблизительно 6 километров (по прямой) к юго-западу от посёлка городского типа Степанцминда, административного центра муниципалитета. Абсолютная высота — 1844 метра над уровнем моря.

## Население
По результатам официальной переписи населения 2014 года в Гарбани проживало 329 человек (156 мужчин и 173 женщины). В национальной структуре населения грузины составляли 99,4 %.
| Год  | Население, человек |
| ---- | ------------------ |
| 2002 | 342                |
| 2014 | ↘ 329              |